# Петька 4: День незалежності
Петька 4: День незалежності — комп'ютерна гра жанру квест, розроблена компанією «Сатурн-плюс» і випущена компанією «Бука» 9 жовтня 2003 року.
«Петька 4» є продовженням гри «Петька 3: Повернення Аляски» і четвертою в серії. Гру розроблено на тому ж рушію, що і її попередницю, з невеликими змінами (наприклад, в інтерфейсі). У цій грі вперше з'являються 3D-ролики.

## Ігровий процес
Гра «Петька 4: День незалежності» є двовимірною графічною пригодницькою грою від третьої особи. Як і в інших квестах, гравець, у міру розвитку сюжету, має досліджувати ігровий простір, збирати і використовувати предмети, вирішувати загадки, розмовляти з персонажами. Подібно до попередніх ігор серії, весь ігровий простір розділений на сцени. На кожній сцені зазвичай присутні предмети і персонажі, з якими герої можуть взаємодіяти, а також переходи на сусідні сцени. Курсор, наведений на активну зону, показує можливу дію героїв («оглянути», «йти», «дія», «поговорити») .
У грі є три керованих персонажа — Петька, Василь Іванович Чапаєв і Анка. Гравець може змінювати активного персонажа на іншого, якщо він доступний для управління в даний момент гри. Залежно від обраного персонажа ефект від здійснюваних гравцем дій може відрізнятися. Для управління використовується метод point-and-click. У героїв є інвентар для зберігання предметів. Предмети з інвентарю можна застосовувати на інших предметах і персонажах локацій (зокрема й на самих героях), поєднувати між собою, а також розглядати і розбирати. 

## Сюжет
Після вибуху Грос-бомби в попередній частині герої опинилися на крижині. Плаваючи кілька днів у відкритому океані, Петька натякає Василю Івановичу на те, що хтось їх постійно перекидає з однієї реальності в іншу. У цей самий момент герої знову зникають і переносяться у 2050 рік, у пепелац, що летить за курсом «Туніс - Москва - село Кукуєво». У ньому вони дізнаються про те, що інопланетяни висадилися в районі гадюкінського катаклізму і вимагають собі всю Землю (що також масово обговорюють політологи, зокрема й такий собі Вольфрам Молібденович Железновський). Крім цього, прибульці оголосили весь повітряний простір закритим, тому пепелац здійснив незаплановану посадку в аеропорту «Шереметьєво-13».
В аеропорту героям оголошують, що якщо вони не куплять гостьову візу, їх депортують назад до Тунісу. Щоб вирішити цю проблему, Чапаєв і його ординарець пробираються в Москвоград. У військкоматі вони виявляють людей, які могли б розв'язати проблеми Петьки і ВІЧа з візою в обмін на те, щоб герої пройшли замість них медкомісію. Герої проходять медкомісію, але потрапляють до божевільні через дурну фразу Петьки на прийомі у головлікаря.
Із психлікарні ВІЧа і Петьку виручає нащадок Анки (її ім'я теж Анка). Герої дізнаються, що в лікарні є генетичний детектор — єдине, що може підтвердити особистість героїв Громадянської війни. Викравши ключ у директора, вони проникають у кімнату з генетичним детектором. Детектор показує позитивний результат, після чого з'являється служба всепланетної безпеки в особі капітана Іванова і майора Петрова. Вони розповідають, що 500 років тому, 1550 року, Іван Грозний уклав договір з інопланетянами: вони допомагають взяти Казанське ханство, а цар дає їм усе, що вони побажають. Але в договорі царською рукою було написано, що інопланетяни можуть затребувати борг не раніше ніж за 500 років, «оскільки на той час знайдеться спосіб борги їм не віддавати, і скарбницю не турбувати». Тепер, у 2050 році, вони вимагають собі всю Землю. Героїв відправляють у район бойових дій — Гадюкинський катаклізм.
У Гадюкіно Петька і Чапаєв викривають начальника штабу (який виявляється інопланетянином, що працює під прикриттям), а потім викрадають бластер і за допомогою клонів Петьок, створених машиною клонування, знімають захисне поле з ворожого літального засобу, тим самим дозволивши проникнути всередину. Вони злітають на літаючій тарілці в космос і зв'язуються з інопланетною базою, але цього разу невдалу фразу вимовляє Чапаєв, і їхню тарілку в результаті збивають.
За іронією долі, герої приземляються біля тієї самої психлікарні, в якій перебували деякий час тому. Під час падіння вони проламують стінку лікарні, за якою розташована палата «найбуйнішого психа, якого Митрич з електрошокером охороняє». Він розповів, що вже довго винаходить машину часу. Герої, бачачи, що це їхній єдиний шанс, вирушають назад на 500 років. Вони намагаються переконати Івана Васильовича не підписувати цей договір, але марно. Щоб прибрати підпис царя на договорі, Петька і ВІЧ готують невидиме чорнило і коригують договір.
Повернувшись у 2050 рік, герої злітають знову і під час зв'язку показують інопланетянам договір без підпису Грозного. Інопланетяни вирішили, що тут виникла якась помилка, і дозволили Петьці та Василю Івановичу зістикуватися з базою. Після довгого з'ясування інопланетяни оголосили, що вважають свої претензії до Землі необґрунтованими і готові негайно піти. Але, на жаль, вони не можуть дати Петьці та Чапаєву літальний засіб, щоб полетіти, і викидають їх у скафандрах на найближчому до Землі астероїді. 